# Stazione di Boyle
La stazione di Boyle  è una stazione ferroviaria che fornisce servizio a Boyle, Roscommon, Irlanda. Attualmente la linea che vi passa è l'Intercity Dublino–Sligo. La stazione fu aperta il 3 dicembre 1862.

## Servizi ferroviari
- Intercity Dublino–Sligo

## Servizi
- Servizi igienici
- Capolinea autolinee